# Ioan Bob

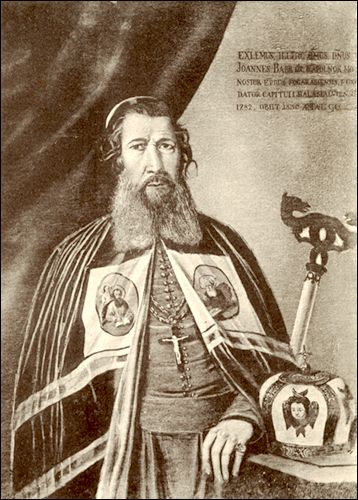
Bischof Ioan Bob

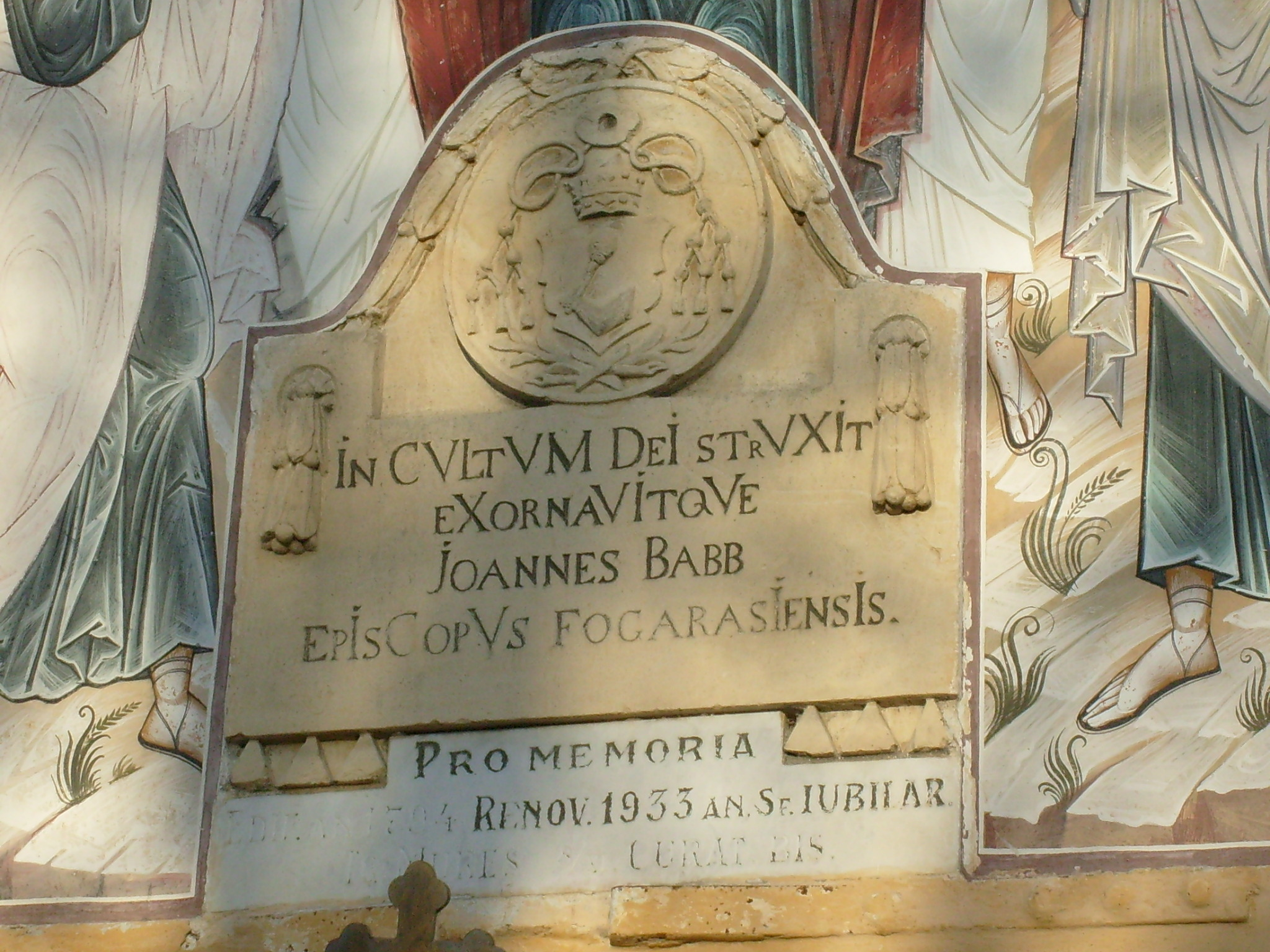
Bischof Bobs Wappen auf der Bob-Kirche in Târgu Mureș

Ioan Bob, latinisiert Joannes Babb oder Johann von Bab, ungarisch Babb oder Bab János (* 14. Oktober 1739 in Orman, Komitat Doboka, Großfürstentum Siebenbürgen; † 2. Oktober 1830 in Blaj), war ein ungarischstämmiger rumänisch-griechisch-katholischer Bischof von Făgăraș.

## Leben
Der adelige Sohn von András Bab aus Copalnic-Mănăștur und seiner Ehefrau, einer geborenen Timandi, besuchte die Grundschule in Klausenburg und absolvierte das Gymnasium bei den Jesuiten in Klausenburg. 1764 trat er als Novize bei den Basilianern ein. Am 25. Dezember 1777 wurde er zum Diakon und am 6. April 1778 zum Ordenspriester geweiht.
Am 21. Oktober 1782 ernannte ihn Kaiser Joseph II. zum Bischof von Făgăraș. Diese Ernennung bestätigte Papst Pius VI. am 15. Dezember 1783. Konsekriert wurde er am 6. Juni 1784 durch seinen am 22. September 1783 zurückgetretenen Vorgänger Bischof Grigore Maior und am 2. Juli des gleichen Jahres wurde er feierlich in seinem Bistum inthronisiert. Er verfasste mehrere theologische Bücher in rumänischer Sprache sowie ein rumänisch-lateinisch-ungarisches Wörterbuch mit 11 000 rumänischen Wörtern (Dictionariu romanesc, lateinesc si unguresc, 2 Bde., Cluj 1822-1823).
Bischof Ioan Bob verstarb am 2. Oktober 1830, im Alter von 91 Jahren voller Verdienste sowohl für die Rumänische Unierte Kirche als auch für die rumänische Nation.